# Aljucén
Aljucén település Spanyolországban, Badajoz tartományban. Aljucén El Carrascalejo, Mérida és Mirandilla községekkel határos. Lakosainak száma 255 fő (2024).

## Népesség
A település lakosságának változását az alábbi diagram mutatja:
| Lakosok száma | 260  | 243  | 245  | 252  | 255  | 230  | 249  | 264  | 250  | 255  |
|               | 2001 | 2004 | 2006 | 2009 | 2011 | 2014 | 2016 | 2019 | 2021 | 2024 |